# Editorial Clubdelibros
La Editorial Clubdelibros es una editorial privada costarricense fundada en 2012, especializada en la literatura fantástica. Ha publicado novelas y antologías de terror, ciencia ficción, fantasía, literatura para niños, literatura erótica, literatura realista, novela negra y novela policíaca, entre otras.
Nacida originalmente como una revista literaria y boletín virtual costarricense en enero de 2001 fundada por los periodistas y escritores Manuel Delgado y Evelyn Ugalde. La revista llegó a tener 28 000 suscriptores y realiza actividades como distintos eventos culturales y ferias literarias.